# Modbus
Modbus是一种串行通信协议，是Modicon公司（现在的施耐德电气）于1979年为使用可编程逻辑控制器（PLC）通信而发表。Modbus已经成为工业领域通信协议事实上的業界標準，并且现在是工业电子设备之间常用的连接方式。 Modbus比其他通信协议使用的更广泛的主要原因有：
1. 公开发表并且无版权要求
2. 易于部署和维护
3. 对供应商来说，修改移动原生的位元或字节没有很多限制

Modbus允许多个 (大約240個) 设备连接在同一个网络上进行通信，举个例子，一个由测量温度和湿度的装置，并且将结果发送给计算机。在数据采集与监视控制系统（SCADA）中，Modbus通常用来连接监控计算机和远程终端控制系统（RTU）。

## 协议版本
Modbus协议目前存在用于串口、以太网以及其他支持互联网协议的网络的版本。
大多数Modbus设备通信通过串EIA-485物理层进行。
对于串行连接，存在两个变种，它们在数值数据表示不同和协议细节上略有不同。Modbus RTU是一种紧凑的，采用二进制表示数据的方式，Modbus ASCII是一种人类可读的，冗长的表示方式。这两个变种都使用串行通訊（serial communication）方式。RTU格式后续的命令／数据带有循环冗余校验的校验和，而ASCII格式采用纵向冗余校验的校验和。被配置为RTU变种的节点不会和设置为ASCII变种的节点通信，反之亦然。
对于通过TCP/IP（例如以太网）的连接，存在多个Modbus/TCP变种，这种方式不需要校验和计算。
对于所有的这三种通信协议在数据模型和功能调用上都是相同的，只有封装方式是不同的。
Modbus有一个扩展版本Modbus Plus（Modbus+或者MB+），不過此協定是Modicon专有的，和Modbus不同。它需要一个专门的协处理器来处理類似HDLC的高速令牌旋转。它使用1Mbit/s的双绞线，并且每个节点都有转换隔离装置，是一种采用转换／边缘触发而不是电压／水平触发的装置。连接Modbus Plus到计算机需要特别的接口，通常是支持ISA（SA85），PCI或者PCMCIA总线的板卡。

## 通信和设备
Modbus协议是一個master/slave架構的協議。有一個節點是master節點，其他使用Modbus协议参与通信的節點是slave節點。每一个slave设备都有一个唯一的地址。在串行和MB+网络中，只有被指定为主节点的节点可以启动一个命令（在以太网上，任何一个设备都能发送一个Modbus命令，但是通常也只有一个主节点设备啟動指令）。
一个ModBus命令包含了打算执行的设备的Modbus地址。所有設備都會收到命令，但只有指定位置的设备会执行及回應指令（地址0例外，指定地址0的指令是廣播指令，所有收到指令的設備都會執行，不過不回應指令）。所有的Modbus命令包含了检查碼，以确定到达的命令没有被破坏。基本的ModBus命令能指挥一个RTU改变它的寄存器的某个值，控制或者读取一个I/O端口，以及指挥设备回送一个或者多个其寄存器中的数据。
有许多modems和网关支持Modbus协议，因为Modbus协议很简单而且容易复制。它们当中一些为这个协议特别设计的。有使用有线、无线通信甚至短消息和GPRS的不同实现。不過设计者需要克服一些包括高延迟和时序的问题。

## 实现
几乎所有的实现都是官方标准的某种变体。不同的供应商设备之间可能无法正确的通信。一些主要的变化有：
- 数据类型
  - IEEE标准的浮点数
  - 32位整型数
  - 8位数据
  - 混合数据类型
  - 整数中的位域
  - multipliers to change data to/from integer. 10, 100, 1000, 256 ...

- 协议扩展
  - 16位元的從站地址
  - 32位的数据大小（1个地址 = 返回32位数据）
  - 字交换数据

## 限制
- Modbus是在1970年末为可编程逻辑控制器通信开发的，这些有限的数据类型在那个时代是可以被PLC理解的，大型二进制对象数据是不支持的。

- 对节点而言，没有一个标准的方法找到数据对象的描述信息，举个例子，确定一个寄存器数据是否表示一个介于30-175度之间的温度。

- 由于Modbus是一个主／从协议，没有办法要求设备“报告异常”（构建在以太网的TCP/IP协议之上，被称为open-mbus除外）- 主节点必须循环的询问每个节点设备，并查找数据中的变化。在带宽可能比较宝贵的应用中，这种方式在应用中消耗带宽和网络时间，例如在低速率的无线链路上。

- Modbus在一个数据链路上只能处理247个地址，这种情况限制了可以连接到主控站点的设备数量（再一次指出以太网TCP/IP除外）

- Modbus传输在远端通讯设备之间缓冲数据的方式进行，有对通訊一定是连续的限制，避免了传输中的缓冲区漏洞的问题

- Modbus協議針對未經授權的命令或截取數據沒有安全性。[3]

## Modbus 通訊協定學理上的弱點分析
Modbus 當初設計的時候，主要著重兩點，分別是簡單－易於各項系統或是設備上的實現與各項系統所需求的資源較低，以利降低成本， 另一則是通用－便於整合各式各樣設備或是平台，同樣地，這樣也帶來一些缺點，從資安的角度上去解析可發現具有三個主要的弱點：
1. 沒有保護機制－指令明碼傳輸(透過第三方封包側錄軟體就可以擷取封包內容，無須解密)。
2. 沒有認證機制－符合規範就執行 (只要符合Modbus規範之封包傳輸便可透過第三方控制軟體監控接受端設備)
3. 有可能有實現上的問題(針對未定義參考位置輸入指令值，可能造成接收端傳輸異常進而癱瘓接收端設備)。